# Entelegynae
Entelegynae је подгрупа паукова из подреда аранеоморфи. Назив потиче од грчких речи entelès што значи цели, комплетан, и gynè што означава женски пол, због интегритета женских полних органа код ових паукова.
Готово сви пауци из ове секције имају осморо очију, иако постоје и врсте са шесторо очију, као Lygromma (Prodidomidae, Gnaphosoidea), али и врсте без очију. Све женске припаднике ове подгрупе карактерише јединствен полни апарат који се назива епигина.

## Породице
Према класификацији из 2018. године Entelegynea обухвата следеће породице:
- Agelenidae
- Amaurobiidae
- Ammoxenidae
- Anapidae
- Anyphaenidae
- Araneidae
- Archaeidae
- Cithaeronidae
- Clubionidae
- Corinnidae
- Ctenidae
- Cyatholipidae
- Cybaeidae
- Cycloctenidae
- Deinopidae
- Desidae
- Dictynidae
- Eresidae
- Gallieniellidae
- Gnaphosidae
- Hahniidae
- Hersiliidae
- Homalonychidae
- Huttoniidae
- Lamponidae
- Linyphiidae
- Liocranidae
- Lycosidae
- Malkaridae
- Mecysmaucheniidae
- Microstigmatidae
- Mimetidae
- Miturgidae
- Mysmenidae
- Nesticidae
- Nicodamidae
- Oecobiidae
- Oxyopidae
- Palpimanidae
- Philodromidae
- Phyxelididae
- Pimoidae
- Pisauridae
- Prodidomidae
- Psechridae
- Salticidae
- Selenopidae
- Senoculidae
- Sparassidae
- Stenochilidae
- Stiphidiidae
- Symphytognathidae
- Synaphridae
- Synotaxidae
- Tetragnathidae
- Theridiidae
- Theridiosomatidae
- Thomisidae
- Titanoecidae
- Trechaleidae
- Trochanteriidae
- Udubidae
- Uloboridae
- Xenoctenidae
- Zodariidae
- Zoropsidae